# هربرت إم. شيلتون
هربرت إم. شيلتون هو أخصائيو التغذية وسياسي أمريكي، ولد في 6 أكتوبر 1895 في ويلي في الولايات المتحدة، وتوفي في 1985. نشط حزبياً في American Vegetarian Party ‏.